# Klaaskreek
Klaaskreek es un ressort administrativo de Surinam, el mismo se encuentra en el distrito de Brokopondo. Posee una población de 1 317 habitantes según el censo de 2004. Se encuentra en la zona noreste de Brokopondo, siendo la localidad principal Reinsdorp. 
En el 2007, se creó un centro de entrenamiento técnico en agricultura y biología en Klaaskreek para enseñar técnicas agrícolas a los habitantes de la región y así mejorar la producción de la zona.